# Robert Freeman
Robert Freeman, född 5 december 1936 i London, död 7 november 2019 i London, var en brittisk fotograf och designer som blivit känd för att ha varit The Beatles mest anlitade fotograf åren 1963-66. Innan han kom till Beatles, arbetade han som fotograf för tidningen The Sunday Times.
Att Freeman började fotografera för Beatles berodde på deras manager Brian Epstein, som såg några svart-vita fotografier som Freeman tagit av jazzmusiker John Coltrane. Under åren 1963 till 1966 var Freeman Beatles mest gynnade fotograf och tog utan tvekan de mest ikoniska bilder av dem. Han fotograferade och designade fem skivomslag av Beatles-sanktionerade brittiska album som utgavs av Parlophone. De flesta av dessa bilder har också anpassats för USA-marknaden genom Capitol Records. Till hans kända omslagsbilder hör bland annat With The Beatles (1963), Beatles For Sale (1964), Rubber Soul (1965)  och Help! (1965).